# Tidiane Aw
Cheikh Tidiane Aw, né en 1935 à Kébémer au Sénégal et mort le 30 mai 2009 à Saint-Cloud, est un pionnier du cinéma sénégalais, homme de télévision et un cinéaste sénégalais.

## Biographie
Né d'un père traitant d'arachide, Tidiane Aw est d'origine toucouleur et a grandi dans une fratrie d'une vingtaine d'enfants. Il fait ses études secondaires au lycée Faidherbe à Dakar. Après son service militaire en France et un premier retour au pays, il se rend en Allemagne pour étudier la photographie. D'abord élève à l’Institut de cinématographie de Hambourg (Allemagne), il complète sa formation à Paris, à l'Office de coopération radiophonique (OCORA).
Au nombre des précurseurs de la télévision sénégalaise, du temps de Mamadou Dia, qui fut président du Conseil de gouvernement sénégalais de 1957 à 1962, il travaille pour la télévision éducative jusqu'en 1972.
Il a été fonctionnaire au ministère sénégalais de la Culture et a réalisé des œuvres telles que Pour ceux qui savent, Le Bracelet de bronze (1973) et Le Certificat (1982). 
Il a également exploité le « Christa », une salle de cinéma de 800 places à la Patte d'Oie, une commune d'arrondissement de Dakar.
Tidiane Aw est décédé à Paris à l'âge de 58 ans, des suites d'une longue maladie.

## Filmographie
- 1969 : Réalités (ou Ndoep), 35 min, noir et blanc, documentaire. Au Sénégal, une cérémonie de ndoep – rituel thérapeutique lébou – est organisée pour une jeune fille possédée.
- 1971 : Pour ceux qui savent (ou Serigne Assane), 35 min, noir et blanc (Prix de consolation au FESPACO en 1972). Cette comédie populaire dénonce le maraboutage à travers deux courtes histoires.
- 1973 : Le Bracelet de bronze, 115 min, couleur. Dans un « film de gangsters à l'américaine », une jeune fille remet un bracelet de bronze à son fiancé qui part à la ville. Il connaîtra pourtant une fin tragique.
- 1981 : Le Certificat, 83 min, couleur, wolof. Un petit fonctionnaire en fin de carrière se voit obligé de passer le Certificat d'études primaires. Il se fait aider par son fils.
- 1983 : Soins de santé primaires, court métrage documentaire